# Hermann Grimm (Maler)
Christian Hermann Grimm (* 28. Februar 1860 in Hamburg; † 1931 ebenda) war ein deutscher Genremaler der Düsseldorfer Schule.

## Leben

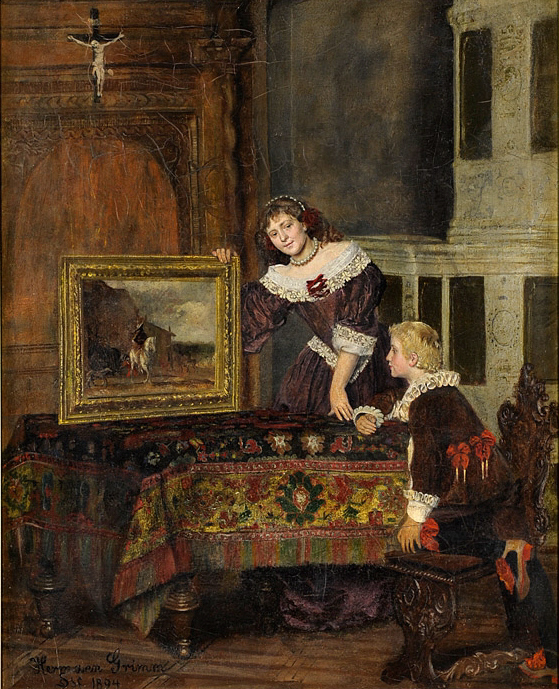
Der junge Kunstexperte, 1894

Grimm studierte von 1880 bis 1894 an der Kunstakademie Düsseldorf Malerei, nachdem er zunächst die Holzbildhauerei gelernt und die Kunstgewerbeschule Hamburg besucht hatte. In der Düsseldorfer Akademie waren Hugo Crola, Heinrich Lauenstein, Adolf Schill, Eduard von Gebhardt, Julius Roeting sowie vor allem Wilhelm Sohn und Peter Janssen der Ältere, deren Meisterklassen er ab 1889 bzw. ab 1893 besuchte, seine Lehrer. Grimm beschickte 1893, 1894, 1899, 1905 und 1910 die Große Berliner Kunstausstellung, 1898 und 1904 den Münchner Glaspalast sowie 1902 und 1907 die Große Kunstausstellung Düsseldorf. Er war Mitglied des Künstlervereins Malkasten und der Freien Vereinigung Düsseldorfer Künstler. Nebenamtlich wirkte er als Lehrer der Perspektive und Farbentechnik sowie als Assistent im Kupferstichkabinett der Kunstakademie Düsseldorf. Außerdem betätigte er sich als Gemälderestaurator. Diese Tätigkeiten schränkten seine freie künstlerische Arbeit ein. Als Genremaler strebte er die Bildwirkung niederländischer Kleinmeister des 17. Jahrhunderts an. Grimm verstarb 1931 in Hamburg-Volksdorf.